# Athabasca Valles

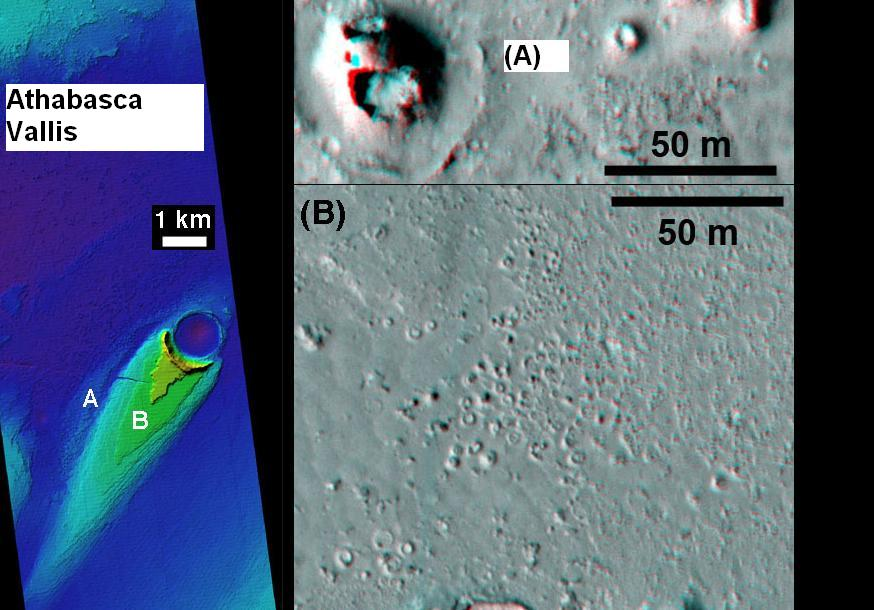
Cones em Athabasca Valles, visto pela HiRISE. Cones se formam a partir da interação da lava com o gelo. Cones maiores no canto superior da imagem foram produzidos quando a água forçou sua passagem através da camada espessa de lava. A diferença entre a elevação mais alta (vermelha) e a mais baixa (azul escuro) é de 170 m

O Athabasca Valles é um vale em Marte, sendo um dos canais mais jovens conhecidos cravados na superfície por inundação. A inundação produziu formações de terra distintas em forma de "lágrima" similares àquelas encontradas na região de channeled scabland dos Estados Unidos, na Terra. Especula-se que estas formações foram produzidas através de processos depositais nos quais as águas da inundação deixaram sedimentos sobre terrenos rígidos como afloramentos rochosos e crateras. Especula-se que a fonte da enchente seja Cerberus Fossae, a 10 N e 157 E.  Água subterrânea pode ter estado aprisionada sob a criosfera, que se rompeu quando a fossa foi criada.
As imagens de altíssima definição da câmera HiRISE a bordo da Mars Reconnaissance Orbiter têm revelado que todas as formações foram drapeadas por fluxos de lava. (Jaeger et al., 2007
Uma pesquisa, publicada em janeiro de 2010, descreveu a descoberta de um vasto fluxo de lava, do tamanho do estado americano do Oregon, que "ocorreu de maneira turbulenta em um espaço de tempo de várias semanas, no máximo."  Esse fluxo, próximo a Athabasca Valles, é o fluxo de lava mais recente em Marte. Supõe-se que este tenha ocorrido no período Amazoniano tardio.
O leito de Athabasca Valles é pontuado por milhares de pequenos cones e anéis formados pela implosão de vapor através do fluxo de lava. Devido à superfície esculpida pela água estar agora coberta por lava, não é mais possível determinar a idade das inundações de água que passaram por Athabasca Valles. É plausível que a inundação tenha sido provocada pelo magma montante e assim a inundação de água e os fluxos de lava seriam essencialmente contemporâneos, mas isto ainda não foi confirmado.
Por volta de 80% das crateras em Athabasca Valles são crateras secundárias ao impacto que criou a cratera Zunil.
Imagens da HiRISE da região de Athabasca Valles exibem formações formadas pela expansão e contração do gelo. Tendo em vista que essas formações ocorrem em um canal que estivera ativo há apenas 2 milhões de anos, as formações apontam para um clima mais aquecido mais tardio do que geralmente se supõe. Para esculpir estas formações, o gelo derreteu para formar água líquida, e então se congelou novamente. As imagens detalhadas da HiRISE exibem formações similares às formações de terra comuns no planeta Terra onde o permafrost está derretendo (superfícies em padrões poligonais, canais ramificados, blocos de cascalho e estruturas em cones/montículos).